# 坤寧宮事變
坤寧宮事變又稱宋仁宗遇刺案，發生於慶曆八年(1048年)閏正月十八日夜間的坤寧宮附近一帶，有四名宮廷禁衛軍士兵叛變大舉殺人放火，一度危及仁宗安全，但被平定。然而此事疑似涉及后宫鬥爭，事後被輕放處理，宋仁宗本人也以息事寧人的態度將事件壓下，事件史料也不多，目前僅有史學家拼湊出的事件全貌。

## 事件
慶曆八年事發當晚，宋仁宗在坤寧宮與曹皇后過夜，突然被驚慌人聲吵醒，發現外面火光閃動人聲吵雜，還有慘叫之聲。隨侍太監一度以宮中處罰宮女過度造成騷亂來搪塞，但被曹皇后制止並說出真相，宮內有人大舉殺戮放火情勢不明，宮廷衛隊不知為何不能發揮作用。當時，宋朝宮廷禁衛軍有五個指揮(軍事單位)，一指揮為六百人，應該至少有三千人以上。
仁宗恐是大規模叛亂，驚慌暫躲廳房中，屋外聽到有叛亂者逐間搜索逼近，曹皇后臨危不亂，指揮宮女和太監鎖死廳門設置障礙，並派人偷偷出去蒐集宮中常備水。當亂匪縱火一處便撲滅一處，避免火勢擴大同時想到若發生大火，必定眾人開始群集仁宗寢室優先救火，等於暴露仁宗位置。當亂匪非常靠近時，曹皇后對在場宮女和太監發出重賞，若願意拚死一搏者加官晉爵，眾人遂拿起隨處物品殺出，突然發現所謂亂軍只是「四個酒醉的宮廷侍衛」，然而還是不少人死傷。此時，仁宗愛妃張美人趕到現場，以一介女流之身護駕，令仁宗大為感動。不久後，侍衛長王中正帶兵趕到，用箭射死三人一人逃脫，事後發現叛亂的四人是崇政殿侍衛顏秀、郭逵、孫利、王勝。三人死亡只有王勝逃脫。
天亮後，仁宗下令全面搜查，但務必留活口。搜查三日後，入內副都知宦官楊懷敏在北樓找到王勝，卻當場下令將他亂刀砍死，未遵守仁宗命令，引起宮中議論。之後侍御史宋禧入宮查案，但活口皆無查不出什麼具體，最後只能以追究皇城司領導楊景宗、入內副都知宦官楊懷敏、入內副都知鄭保吉三位宮廷首位的主官來結案，然而意料之外是仁宗似乎也想將此事息事寧人不想追查幕後內情，只將三人外貶為地方官，甚至楊懷敏貶官後還被留用繼續在皇城司當差並未離開宮廷。御史中丞魚周詢感覺事態怪異，聯合御史台官員多次上書表明宮廷謀反刺駕歷朝歷代都是大事，甚至株連多族有之，從未有輕放，且宦官楊懷敏顯有殺人滅口嫌疑內情複雜，然而似乎無法改變仁宗心意。直到御史何郯堅持將三人處死論罪僵持不下，仁宗才秘密召見告知其當晚張美人護駕的感動事蹟，而楊懷敏是在張美人處當差護衛，兩人似有功過相抵之情，御史何郯才稍有軟化，最後楊懷敏還是離開宮廷被貶往滑州任官，處份告一段落，此一過程與仁宗厚德仁愛不喜殺生的性格也有關聯。
然而後續朝議與處理過程中，掌握天下軍政大權的樞密使夏竦卻多方維護楊懷敏，並大加讚許張美人甚至踰越禮制要求給予她皇后同等待遇，後被翰林學士張方平反駁，漢朝的馮婕妤以肉身替皇上擋猛獸也未有一下官升五等、等同皇后之事，才將夏竦壓制。之後疑似夏竦黨羽的諫官王贄上書，認為曹皇后當晚表現出奇鎮定，故有嫌疑是幕後主使。然而御史何郯卻迅速上書反駁，認為此事發展怪異，種種跡象顯示有人想將此事引導向廢曹皇后並立張美人為皇后的事態發展，痕跡明顯，勸仁宗別太快下定論小心中計。似乎何郯的說法有效，之後便無下文，曹皇后也無事，宋史正史紀載整個事件最後以四人不明動機的騷亂結案，沒有幕後主謀。

## 史家之論
央視的史學論證節目綜合現代史學大家的推斷，認為事件的真相其實早被御史何郯識破，當時的宮中背景是仁宗異常寵愛張美人，而張美人並非安分守己之輩，早有篡奪皇后寶座思想，於是樞密使夏竦與宦官楊懷敏合謀用某種方式說服或威脅四名衛兵送死演出這場宮廷兵變鬧劇，製造張美人救駕感動的機會，同時事後將主謀導向曹皇后。他們也看準了仁宗厚德仁愛的個性且任何情況下都不會殺張美人，所以此大膽的計畫就算敗漏也有事後控管壓縮事態的機會，而若成功扶植張美人上位甚至有朝一日所生兒子立為太子，則朝政將數十年甚至百年落於夏竦一黨手中，利益極大而風險可控。
而仁宗皇帝過程中一些怪異行為，可解釋為仁厚性格之外，极有可能某個時間點已經得知張美人涉案，所以不想事件再查下去，夏竦行事诡异，杨怀敏紧急之下公然抗旨将王胜灭口，二人居然皆被轻判。在朝中一干忠臣的反擊之下，此計最終未能得逞，事後年號改為皇祐有先祖庇祐之意，而張美人之後一生都未當上皇后，31歲就突然暴病身亡，是否有內情史冊無載可查，直到死後才被追封皇后號滿足心願，且宋仁宗怕大臣群起反對等到治喪第四天才宣布追封。